# Liberalt Folkeparti
El Partido Popular Danés (en danés: Liberalt Folkeparti) es un partido político danés, conocido por pertenecer a lista del municipio de Esbjerg.

## Creación
El partido fue fundado por dos exconcejales del Partido Popular Danés, Freddie y Kim Madsen, después de unas disputas internas en la sección local del partido en la ciudad de Esbjerg. El partido anunció su formación y su intención de postularse para las elecciones  generales de 2015. Freddie Madsen fue representante del Partido Popular Danés en el Folketing (parlamento danés) entre 2001 y 2005.

## Ideología
El partido tiene un enfoque muy crítico con la Unión Europea, por lo cual quiere limitar su poder. Además el partido cree que Dinamarca debería retirarse del espacio Schengen. Cree que el país debería limitar la entrada de inmigrantes y poner freno al multiculturalismo. Ideológicamente, se ubican como un partido conservador nacionalista con tintes socialdemócratas, debido a que el partido quería aumentar los impuestos para evitar perder comba en la asistencia social.